# Racotis obliterata
Racotis obliterata là một loài bướm đêm trong họ Geometridae.